# Luz Apagada
Luz Apagada é um filme de drama produzido no Brasil e dirigido por Carlos Thiré. Lançado em 1953, foi protagonizado por Mário Sérgio, Maria Fernanda e Fernando Pereira.

## Elenco[2]
| Ator/Atriz           | Personagem |
| -------------------- | ---------- |
| Maria Fernanda       | Glória     |
| Mário Sérgio         | Tião       |
| Fernando Pereira     | Daniel     |
| Xandó Batista        | Comandante |
| Sérgio Hingst        | Tenente    |
| Helena Barreto Leite | Ana        |
| Léa Camargo          | —          |
| Sérgio Brito         | —          |